# 대통항
대통항은 전라남도 고흥군 도화면 가화리에 위치한 어항이다. 1975년 8월 6일 지방어항으로 지정하여 관리하고 있다. 시설관리자는 고흥군수이다.

## 어항 연혁
옛날 이마을을 지나던 풍수가 마을 앞에 바다가 있어 이곳이 큰 길로 통할 것이라 하여 마을 이름을 대통이라 칭 하였으며 1956년 분동된 이후에도 변개없이 대통이라 칭하여 오늘에 이르고 있다.

## 어항 구역
본 항의 어항구역은 다음과 같다.
- 수역: 가화리 1502-4번지 암 돌출부에서 남쪽으로 230m 떨어진 지점과 동쪽산1093번지 암 돌출부와 직각으로 만나는 공유수면

## 어항 시설
- 방파제 267m, 선착장 413m, 물양장 159m

## 주요 어종
- 장어, 김, 바지락